# Девідсон (Оклахома)
Девідсон (англ. Davidson) — місто (англ. town) в США, в окрузі Тіллман штату Оклахома. Населення — 241 особа (2020).

## Географія
Девідсон розташований за координатами 34°14′32″ пн. ш. 99°4′41″ зх. д. / 34.24222° пн. ш. 99.07806° зх. д. (34.242107, -99.078122).  За даними Бюро перепису населення США в 2010 році місто мало площу 1,24 км², уся площа — суходіл.

## Демографія
Згідно з переписом 2010 року, у місті мешкало 315 осіб у 135 домогосподарствах у складі 87 родин. Густота населення становила 253 особи/км².  Було 176 помешкань (141/км²).
Расовий склад населення:
| - 73,0 % — білих - 3,2 % — корінних американців - 0,6 % — азіатів - 0,3 % — вихідців з тихоокеанських островів - 0,3 % — чорних або афроамериканців - 18,1 % — осіб інших рас |

До двох чи більше рас належало 4,4 %. Частка іспаномовних становила 34,9 % від усіх жителів.
За віковим діапазоном населення розподілялося таким чином: 23,2 % — особи молодші 18 років, 58,4 % — особи у віці 18—64 років, 18,4 % — особи у віці 65 років та старші. Медіана віку мешканця становила 44,6 року. На 100 осіб жіночої статі у місті припадало 96,9 чоловіків;  на 100 жінок у віці від 18 років та старших — 95,2 чоловіків також старших 18 років.
Середній дохід на одне домашнє господарство  становив 28 519 доларів США (медіана — 26 094), а середній дохід на одну сім'ю — 29 789 доларів (медіана — 26 528). Медіана доходів становила 30 250 доларів для чоловіків та 25 625 доларів для жінок. За межею бідності перебувало 30,4 % осіб, у тому числі 41,8 % дітей у віці до 18 років та 26,5 % осіб у віці 65 років та старших.
Цивільне працевлаштоване населення становило 86 осіб. Основні галузі зайнятості: виробництво — 27,9 %, роздрібна торгівля — 17,4 %, сільське господарство, лісництво, риболовля — 15,1 %.